# Jamie Hyneman
Jamie Hyneman, właśc. James Franklin Hyneman (ur. 25 września 1956 w Marshall) – amerykański prezenter telewizyjny, jeden z prowadzących program Pogromcy mitów w stacji telewizyjnej Discovery Channel i Science.
Jest ekspertem od efektów specjalnych i założycielem firmy M5 Industries, która zajmuje się tworzeniem efektów do reklam i filmów. Znany jest ze swojego czarnego beretu, charakterystycznych wąsów oraz białej, laboratoryjnej koszuli, którą tylko raz pobrudził. Jest bardzo uporządkowany – wszystkie jego wcześniejsze konstrukcje leżą posegregowane w magazynie. Częstym motywem w programie jest wykorzystanie jakiegokolwiek wcześniej zbudowanego przez niego urządzenia do sprawdzenia mitu. Zdarza się, że z tego powodu żartuje z niego Adam Savage (drugi prowadzący) i pozostali pogromcy. Hyneman i Savage często współzawodniczą w ramach programu, równolegle pracując nad tym samym mitem. Praktycznie zawsze wygrywa Hyneman.
Jamie Hyneman studiował język rosyjski i literaturę. Ma także bardzo bogatą karierę zawodową: był płetwonurkiem, ekspertem od sztuki przetrwania, kapitanem łodzi, lingwistą, właścicielem sklepu ze zwierzętami, treserem zwierząt, nadzorcą budowlanym i szefem kuchni. W jednym z odcinków ujawnił, że jego pierwszą karierą było zbieranie truskawek. Zajmował się także obróbką metalu. W 2006 razem z Savage'em zagrał w filmie Nagrody Darwina, w którym obaj wcielili się w dwóch sprzedawców sprzętu wojskowego.